# Premio Procida-Isola di Arturo-Elsa Morante
Il premio Procida-Isola di Arturo-Elsa Morante è un premio letterario italiano che si svolge sull'isola di Procida. 
Nato nel 1986 a pochi mesi dalla scomparsa della scrittrice, primo in Italia dedicato alla figura di Elsa Morante, ha per scopo l’assegnazione di premi annuali legati al mondo della cultura, nel corso di manifestazioni che si svolgono a Procida durante l’anno.
Alla sezione Narrativa, presente fin dal primo anno, si son affiancate nei vari anni diverse sezioni speciali in cui il Comune di Procida premia personalità del mondo della Cultura che si siano distinte nei settori specifici

## Storia
A pochi mesi dalla scomparsa di Elsa Morante, che su quest'isola ambientò il romanzo L'isola di Arturo, nel febbraio del 1986 l'Assessorato alla Cultura di Procida decise di impegnarsi nella realizzazione di un premio letterario in memoria della scrittrice. Il premio fu suggerito da un nucleo di intellettuali e frequentatori dell'isola: Gabriella Sica, Walter Pedullà, Paolo Volponi, Dario Bellezza, Paolo Giuntella e il traduttore francese della Morante, Jean Noel Schifano.
Dalla 29ª edizione (nel 2016) il premio ha inserito, oltre alla giuria tecnica, una giuria di lettori: i votanti vengono selezionati dalle librerie, che scelgono i lettori, e dalle scuole di Procida, che indicano gli studenti.
Il premio ha ricevuto l'alto patronato del Presidente della Repubblica e della Regione Campania.

## Sezioni
Il premio negli anni è stato suddiviso in diverse sezioni che sono elencate, con i vincitori, nell'Albo d'oro. 

## Albo d'oro
| Edizione | Anno                      | Autore vincitore                            | Opera vincitrice | Casa editrice                                                                                                  | Sezione                            | Giuria tecnica |
| -------- | ------------------------- | ------------------------------------------- | --- | --- | ---------------------------------- | --- |
|          |                           |                                             | | |                                    | |
| 1ª       | 1986                      | Stefano D'Arrigo                            | Cima delle nobildonne                                                                                                 | Rizzoli | Narrativa                          | Paolo Volponi, Walter Pedullà, Jean-Noël Schifano, Dario Bellezza, Paolo Giuntella e Gabriella Sica                                                                                         |
| 1ª       | 1986                      | Marta Morazzoni                             | La ragazza col turbante                                                                                               | Guanda | Opera prima                        | Paolo Volponi, Walter Pedullà, Jean-Noël Schifano, Dario Bellezza, Paolo Giuntella e Gabriella Sica                                                                                         |
| 1ª       | 1986                      | Marco Lodoli                                | Diario di un millennio che fugge                                                                                      | Einaudi | Opera prima                        | Paolo Volponi, Walter Pedullà, Jean-Noël Schifano, Dario Bellezza, Paolo Giuntella e Gabriella Sica                                                                                         |
|          |                           |                                             | | |                                    | |
| 2ª       | 1987                      | Antonio Debenedetti                         | Spavaldi e strambi | Rizzoli | Narrativa                          | Paolo Volponi, Walter Pedullà, Jean-Noël Schifano, Dario Bellezza, Paolo Giuntella e Gabriella Sica                                                                                         |
| 2ª       | 1987                      | Sandra Petrignani                           | Navigazioni di Circe                                                                                                  | Theoria | Opera prima                        | Paolo Volponi, Walter Pedullà, Jean-Noël Schifano, Dario Bellezza, Paolo Giuntella e Gabriella Sica                                                                                         |
|          |                           |                                             | | |                                    | |
| 3ª       | 1988                      | Anna Maria Ortese                           | In sonno e in veglia                                                                                                  | Adelphi | Narrativa                          | Paolo Volponi, Walter Pedullà, Jean-Noël Schifano, Dario Bellezza e Gabriella Sica |
| 3ª       | 1988                      | Enzo Filosa                                 | La picta | Bollati Boringhieri                                                                                            | Opera prima                        | Paolo Volponi, Walter Pedullà, Jean-Noël Schifano, Dario Bellezza e Gabriella Sica |
|          |                           |                                             | | |                                    | |
| 4ª       | 1989                      | Lalla Romano                                | Un sogno del Nord | Einaudi | Narrativa                          | Paolo Volponi, Dario Bellezza, Guido Cabib, Gino Cavallo, Jean-Noël Schifano e Gabriella Sica                                                                                               |
| 4ª       | 1989                      | Susanna Tamaro ex aequo Lara Cardella       | La testa fra le nuvole Volevo i pantaloni                                                                             | Marsilio Mondadori                                                                                             | Opera prima                        | Paolo Volponi, Dario Bellezza, Guido Cabib, Gino Cavallo, Jean-Noël Schifano e Gabriella Sica                                                                                               |
|          |                           |                                             | | |                                    | |
| 5ª       | 1990                      | Ignazio Silone                              | — | — | Premio alla memoria                | Paolo Volponi, Dario Bellezza, Guido Cabib, Gino Cavallo, Jean-Noël Schifano e Gabriella Sica                                                                                               |
| 5ª       | 1990                      | Enzo Muzii                                  | Punto di non ritorno                                                                                                  | Adelphi | Opera prima                        | Paolo Volponi, Dario Bellezza, Guido Cabib, Gino Cavallo, Jean-Noël Schifano e Gabriella Sica                                                                                               |
|          |                           |                                             | | |                                    | |
| 6ª       | 1992                      | Ferdinando Camon                            | Il super-baby | Garzanti | Narrativa                          | Jean-Noël Schifano, Fabrizia Ramondino, Dacia Maraini, Antonio Debenedetti, Felice Piemontese, Heinz Riedt, Vincenzo Consolo e Tjuna Notarbartolo                                           |
| 6ª       | 1992                      | Elena Ferrante                              | L'amore molesto | e/o | Opera prima                        | Jean-Noël Schifano, Fabrizia Ramondino, Dacia Maraini, Antonio Debenedetti, Felice Piemontese, Heinz Riedt, Vincenzo Consolo e Tjuna Notarbartolo                                           |
| 6ª       | 1992                      | Nadia Fusini                                | Aurore d'autunno di Wallace Stevens                                                                                   | Adelphi | Traduzione                         | Jean-Noël Schifano, Fabrizia Ramondino, Dacia Maraini, Antonio Debenedetti, Felice Piemontese, Heinz Riedt, Vincenzo Consolo e Tjuna Notarbartolo                                           |
|          |                           |                                             | | |                                    | |
| 7ª       | 1993                      | Vincenzo Cerami                             | La gente | Einaudi | Narrativa                          | Jean-Noël Schifano, Fabrizia Ramondino, Dacia Maraini, Antonio Debenedetti, Felice Piemontese, Heinz Riedt, Vincenzo Consolo e Tjuna Notarbartolo                                           |
| 7ª       | 1993                      | Paolo Maurensig                             | La variante di Lüneburg                                                                                               | Adelphi | Opera prima                        | Jean-Noël Schifano, Fabrizia Ramondino, Dacia Maraini, Antonio Debenedetti, Felice Piemontese, Heinz Riedt, Vincenzo Consolo e Tjuna Notarbartolo                                           |
|          |                           |                                             | | |                                    | |
| 8ª       | 1994                      | Toti Scialoja                               | Rapide e lente amnesie                                                                                                | Marsilio | ?                                  | Sergio Zavoli, Alfonso Berardinelli, Patrizia Cavalli, Carlo Cecchi, Antonio Debenedetti, Paolo Fabbri, Dacia Maraini, Nico Orengo e Tjuna Notarbartolo                                     |
| 8ª       | 1994                      | Lia Levi                                    | Una bambina e basta                                                                                                   | e/o | ?                                  | Sergio Zavoli, Alfonso Berardinelli, Patrizia Cavalli, Carlo Cecchi, Antonio Debenedetti, Paolo Fabbri, Dacia Maraini, Nico Orengo e Tjuna Notarbartolo                                     |
| 8ª       | 1994                      | Piero Meldini                               | L'avvocata delle vertigini                                                                                            | Adelphi | ?                                  | Sergio Zavoli, Alfonso Berardinelli, Patrizia Cavalli, Carlo Cecchi, Antonio Debenedetti, Paolo Fabbri, Dacia Maraini, Nico Orengo e Tjuna Notarbartolo                                     |
|          |                           |                                             | | |                                    | |
| 9ª       | 1995                      | Enzo Siciliano                              | Mia madre amava il mare                                                                                               | Rizzoli | ?                                  | Dacia Maraini, Antonio Debenedetti, Paolo Fabbri, Paolo Giuntella, Raffaele La Capria, Rosetta Loy, Nico Orengo, Tjuna Notarbartolo, Stenio Solinas e Marcello Veneziani                    |
|          |                           |                                             | | |                                    | |
| 10ª      | 1996                      | Edgardo Franzosini                          | Raymond Isidore e la sua cattedrale                                                                                   | Adelphi | ?                                  | Dacia Maraini, Antonio Debenedetti, Paolo Fabbri, Paolo Giuntella, Raffaele La Capria, Rosetta Loy, Nico Orengo, Tjuna Notarbartolo, Stenio Solinas e Marcello Veneziani                    |
| 10ª      | 1996                      | Laura Pariani                               | La spada e la luna | Sellerio | ?                                  | |
| 10ª      | 1996                      | Nadia Fusini                                | La bocca più di tutto mi piaceva                                                                                      | Donzelli | ?                                  | |
|          |                           |                                             | | |                                    | |
| 11ª      | 1997                      | Alda Merini                                 | L'altra verità. Diario di una diversa                                                                                 | Rizzoli | ?                                  | Dacia Maraini, Antonio Debenedetti, Paolo Fabbri, Paolo Giuntella, Raffaele La Capria, Rosetta Loy, Nico Orengo, Tjuna Notarbartolo, Stenio Solinas e Marcello Veneziani                    |
| 11ª      | 1997                      | Luciano Ligabue                             | Fuori e dentro il borgo                                                                                               | Baldini & Castoldi                                                                                             | ?                                  | Dacia Maraini, Antonio Debenedetti, Paolo Fabbri, Paolo Giuntella, Raffaele La Capria, Rosetta Loy, Nico Orengo, Tjuna Notarbartolo, Stenio Solinas e Marcello Veneziani                    |
|          |                           |                                             | | |                                    | |
| 12ª      | 1998                      | Fabrizia Ramondino                          | L'isola riflessa | Einaudi | ?                                  | Dacia Maraini, Antonio Debenedetti, Paolo Fabbri, Gino Agnese, Raffaele La Capria, Stenio Solinas, Nico Orengo, Marcello Veneziani e Tjuna Notarbartolo                                     |
|          |                           |                                             | | |                                    | |
| 13ª      | 1999                      | Michele Prisco                              | Gli altri | Rizzoli | ?                                  | Fernanda Pivano, Gianna Schelotto, Cesare Medail, Franco Cordelli, Antonio Lubrano, Ermanno Corsi, Paolo Peluffo, Gennaro Sangiuliano ed Enrico Scotto di Carlo                             |
| 13ª      | 1999                      | Marisa Rusconi                              | L'amore diviso | Rizzoli | ?                                  | Fernanda Pivano, Gianna Schelotto, Cesare Medail, Franco Cordelli, Antonio Lubrano, Ermanno Corsi, Paolo Peluffo, Gennaro Sangiuliano ed Enrico Scotto di Carlo                             |
| 13ª      | 1999                      | Cecilia Chailly                             | Era dell'amore | Bompiani | ?                                  | Fernanda Pivano, Gianna Schelotto, Cesare Medail, Franco Cordelli, Antonio Lubrano, Ermanno Corsi, Paolo Peluffo, Gennaro Sangiuliano ed Enrico Scotto di Carlo                             |
|          |                           |                                             | | |                                    | |
| 14ª      | 2000                      | Giorgio van Straten                         | Il mio nome a memoria                                                                                                 | Mondadori | ?                                  | Fernanda Pivano, Gianna Schelotto, Stefano Zecchi, Paolo Maurensig, Giovanni Russo, Antonio Lubrano, Ermanno Corsi, Paolo Peluffo, Gennaro Sangiuliano ed Enrico Scotto di Carlo            |
| 14ª      | 2000                      | Luigi Guarnieri                             | L'atlante criminale                                                                                                   | Rizzoli | ?                                  | Fernanda Pivano, Gianna Schelotto, Stefano Zecchi, Paolo Maurensig, Giovanni Russo, Antonio Lubrano, Ermanno Corsi, Paolo Peluffo, Gennaro Sangiuliano ed Enrico Scotto di Carlo            |
| 14ª      | 2000                      | Antonio Galdo                               | Guai a chi li tocca                                                                                                   | Mondadori | ?                                  | Fernanda Pivano, Gianna Schelotto, Stefano Zecchi, Paolo Maurensig, Giovanni Russo, Antonio Lubrano, Ermanno Corsi, Paolo Peluffo, Gennaro Sangiuliano ed Enrico Scotto di Carlo            |
|          |                           |                                             | | |                                    | |
| 15ª      | 2001                      | Gilberto Sacerdoti                          | Vendo vento | Einaudi | Narrativa                          | Fernanda Pivano, Miriam Mafai, Angelo Guglielmi, Gianna Schelotto, Stefano Zecchi, Paolo Maurensig, Giovanni Russo, Antonio Lubrano, Ermanno Corsi, Paolo Peluffo ed Enrico Scotto di Carlo |
| 15ª      | 2001                      | Paola Pitagora                              | Fiato d'artista | Sellerio | Opera prima                        | Fernanda Pivano, Miriam Mafai, Angelo Guglielmi, Gianna Schelotto, Stefano Zecchi, Paolo Maurensig, Giovanni Russo, Antonio Lubrano, Ermanno Corsi, Paolo Peluffo ed Enrico Scotto di Carlo |
| 15ª      | 2001                      | Francesco Durante                           | Italoamericana | Mondadori | Saggistica                         | Fernanda Pivano, Miriam Mafai, Angelo Guglielmi, Gianna Schelotto, Stefano Zecchi, Paolo Maurensig, Giovanni Russo, Antonio Lubrano, Ermanno Corsi, Paolo Peluffo ed Enrico Scotto di Carlo |
| 15ª      | 2001                      | Anna Maria Mori                             | Gli esclusi. Storie di italiani senza lavoro                                                                          | Sperling & Kupfer                                                                                              | Saggistica                         | Fernanda Pivano, Miriam Mafai, Angelo Guglielmi, Gianna Schelotto, Stefano Zecchi, Paolo Maurensig, Giovanni Russo, Antonio Lubrano, Ermanno Corsi, Paolo Peluffo ed Enrico Scotto di Carlo |
| 15ª      | 2001                      | Camilla Salvago Raggi                       | Suspense di Joseph Conrad                                                                                             | De Ferrari | Traduzione                         | Fernanda Pivano, Miriam Mafai, Angelo Guglielmi, Gianna Schelotto, Stefano Zecchi, Paolo Maurensig, Giovanni Russo, Antonio Lubrano, Ermanno Corsi, Paolo Peluffo ed Enrico Scotto di Carlo |
| 15ª      | 2001                      | Giovanni Mariotti                           | Creso | Feltrinelli | Premio Speciale Isola dei Lettori  | Fernanda Pivano, Miriam Mafai, Angelo Guglielmi, Gianna Schelotto, Stefano Zecchi, Paolo Maurensig, Giovanni Russo, Antonio Lubrano, Ermanno Corsi, Paolo Peluffo ed Enrico Scotto di Carlo |
|          |                           |                                             | | |                                    | |
| 16ª      | 2002                      | Michele Serra                               | Cerimonie | Feltrinelli | Narrativa                          | Angelo Guglielmi, Miriam Mafai, Gianna Schelotto, Stefano Zecchi, Giovanni Russo, Antonio Lubrano, Ermanno Corsi, Paolo Peluffo ed Enrico Scotto di Carlo                                   |
| 16ª      | 2002                      | Luigi Malerba                               | Il circolo di Granata                                                                                                 | Mondadori | Narrativa                          | Angelo Guglielmi, Miriam Mafai, Gianna Schelotto, Stefano Zecchi, Giovanni Russo, Antonio Lubrano, Ermanno Corsi, Paolo Peluffo ed Enrico Scotto di Carlo                                   |
| 16ª      | 2002                      | Antonio Pascale                             | La città distratta | Einaudi | Opera prima                        | Angelo Guglielmi, Miriam Mafai, Gianna Schelotto, Stefano Zecchi, Giovanni Russo, Antonio Lubrano, Ermanno Corsi, Paolo Peluffo ed Enrico Scotto di Carlo                                   |
| 16ª      | 2002                      | Giuliano Amato                              | Tornare al futuro | Laterza | Saggistica                         | Angelo Guglielmi, Miriam Mafai, Gianna Schelotto, Stefano Zecchi, Giovanni Russo, Antonio Lubrano, Ermanno Corsi, Paolo Peluffo ed Enrico Scotto di Carlo                                   |
| 16ª      | 2002                      | Susanna Basso                               | Espiazione di Ian McEwan                                                                                              | Einaudi | Traduzione                         | Angelo Guglielmi, Miriam Mafai, Gianna Schelotto, Stefano Zecchi, Giovanni Russo, Antonio Lubrano, Ermanno Corsi, Paolo Peluffo ed Enrico Scotto di Carlo                                   |
| 16ª      | 2002                      | Marlisa Trombetta                           | La mamma cattiva | Marsilio | Premio Speciale Isola dei Lettori  | Angelo Guglielmi, Miriam Mafai, Gianna Schelotto, Stefano Zecchi, Giovanni Russo, Antonio Lubrano, Ermanno Corsi, Paolo Peluffo ed Enrico Scotto di Carlo                                   |
|          |                           |                                             | | |                                    | |
| 17ª      | 2003                      | Giuseppe Caliceti                           | Suini | Marsilio | Narrativa                          | ? |
| 17ª      | 2003                      | Valeria Parrella                            | Mosca più balena | minimum fax | Opera prima                        | ? |
| 17ª      | 2003                      | Bruno Arpaia                                | Raccontare e resistere                                                                                                | Guanda | Saggistica                         | ? |
| 17ª      | 2003                      | Roberto Serrai                              | Ritorno a casa di Natasha Radojčić-Kane                                                                               | Adelphi | Traduzione                         | ? |
|          |                           |                                             | | |                                    | |
| 18ª      | 2004                      | Luca Doninelli                              | Tornavamo dal mare | Garzanti | Narrativa                          | ? |
| 18ª      | 2004                      | Arrigo Levi                                 | Cinque discorsi tra due secoli                                                                                        | il Mulino | Saggistica                         | ? |
| 18ª      | 2004                      | Laura Sgarioto e Krisztina Sandor           | La donna giusta di Sándor Márai                                                                                       | Adelphi | Traduzione                         | ? |
|          |                           |                                             | | |                                    | |
| 19ª      | 2005                      | Franco Matteucci                            | Festa al blu di Prussia                                                                                               | Fazi | Narrativa                          | ? |
| 19ª      | 2005                      | Giulio Andreotti                            | Nonni e nipoti della Repubblica                                                                                       | Rizzoli | Saggistica                         | ? |
| 19ª      | 2005                      | Maria Nicola                                | Un bastimento carico di riso di Alicia Giménez Bartlett                                                               | Sellerio | Traduzione                         | ? |
|          |                           |                                             | | |                                    | |
| 20ª      | 2006                      | Roberto Pazzi                               | L'ombra del padre | Frassinelli | Narrativa                          | ? |
| 20ª      | 2006                      | Silvia Ronchey                              | L'enigma di Piero | Rizzoli | Saggistica                         | ? |
| 20ª      | 2006                      | Franco Salvatorelli                         | Il velo dipinto di William Somerset Maugham                                                                           | Adelphi | Traduzione                         | ? |
| 20ª      | 2006                      | Joseph Ratzinger                            | L'Europa di Benedetto nella crisi delle culture                                                                       | Cantagalli | Premio speciale                    | ? |
|          |                           |                                             | | |                                    | |
| 21ª      | 2007                      | Enrico Brizzi                               | Il pellegrino dalle braccia d'inchiostro                                                                              | Mondadori | Narrativa                          | ? |
| 21ª      | 2007                      | Umberto Veronesi e Maurizio de Tilla        | Nessuno deve scegliere per noi                                                                                        | Sperling & Kupfer                                                                                              | Saggistica                         | ? |
| 21ª      | 2007                      | Isabella Vaj                                | Mille splendidi soli di Khaled Hosseini                                                                               | Piemme | Traduzione                         | ? |
| 21ª      | 2007                      | Ilaria Occhini                              | — | — | Complice d'Autore                  | ? |
|          |                           |                                             | | |                                    | |
| 22ª      | 2008                      | Simona Vinci                                | Strada provinciale tre                                                                                                | Einaudi | Narrativa                          | ? |
| 22ª      | 2008                      | Giulio Tremonti                             | La paura e la speranza. Europa: la crisi globale che si avvicina e la via per superarla                               | Mondadori | Saggistica                         | ? |
| 22ª      | 2008                      | Elena Loewenthal                            | La vita fa rima con la morte di Amos Oz                                                                               | Frassinelli | Traduzione                         | ? |
| 22ª      | 2008                      | Giampiero Bellingieri e Paola Ragazzi       | L'amore è come la ferita di una spada di Ahmet Atan                                                                   | e/o | Segnalazioni speciali (Traduzione) | ? |
| 22ª      | 2008                      | Vera Slepoj                                 | L'età dell'incertezza. Capire l'adolescenza per capire i nostri ragazzi                                               | Mondadori | Segnalazioni speciali              | ? |
| 22ª      | 2008                      | Carlo Gentile                               | Madreperla | Ritualia | Segnalazioni speciali              | ? |
| 22ª      | 2008                      | Francesco Barra Caracciolo                  | Le forbici | Pironti | Segnalazioni speciali              | ? |
| 22ª      | 2008                      | Silvana D'Alessio                           | Masaniello. La sua vita e il mito in Europa                                                                           | Salerno | Segnalazioni speciali              | ? |
| 22ª      | 2008                      | Maria Luisa Costagliola                     | Graziella di Lamartine: un amore tra realtà e finzione                                                                | — | All'Isola (Tesi di laurea)         | ? |
| 22ª      | 2008                      | Riccardo Scotto di Marrazzo                 | Il valore simbolico del vino: dal banchetto mitico-rituale all'isola di Procida                                       | — | All'Isola (Tesi di laurea)         | ? |
| 22ª      | 2008                      | Marina Mosca                                | Tra storia e memoria: l'emigrazione procidana tra Ottocento e Novecento'                                              | — | All'Isola (Tesi di laurea)         | ? |
|          |                           |                                             | | |                                    | |
| 23ª      | 2009                      | Andrea Vitali                               | Almeno il cappello | Garzanti | Narrativa                          | ? |
| 23ª      | 2009                      | Enrico Mentana                              | Passionaccia | Rizzoli | Saggistica                         | ? |
| 23ª      | 2009                      | Patrizia Liberati                           | Le sei reincarnazioni di Mo Yan                                                                                       | Einaudi | Traduzione                         | ? |
| 23ª      | 2009                      | Riccardo Muti                               | — | — | Complice d'Autore                  | ? |
| 23ª      | 2009                      | Gennaro Sangiuliano                         | Giuseppe Prezzolini. L'anarchico conservatore                                                                         | Mursia | Segnalazioni speciali              | ? |
| 23ª      | 2009                      | Maria Francesca Borgogna                    | Il talismano | L'Orientale | Segnalazioni speciali              | ? |
| 23ª      | 2009                      | Rino Scotto di Gregorio                     | Pedro dei record. Storia di uno sfortunato cacciatore di aquiloni                                                     | Idelson Gnocchi                                                                                                | Segnalazioni speciali              | ? |
| 23ª      | 2009                      | Giacomo Retaggio                            | All'armi, all'armi, la campana sona                                                                                   | Ritualia | Segnalazioni speciali              | ? |
| 23ª      | 2009                      | Ester Quirino                               | Il PUC di Procida - La riqualificazione urbana ed il nuovo sistema delle attrezzature                                 | — | All'Isola (Tesi di laurea)         | ? |
| 23ª      | 2009                      | Cinzia Schiano di Coscia                    | Il PUC di Procida - La tutela e la valorizzazione del sistema ambientale                                              | — | All'Isola (Tesi di laurea)         | ? |
| 23ª      | 2009                      | Lucia Piro                                  | Procida e la letteratura: un rapporto ininterrotto nel tempo'                                                         | — | All'Isola (Tesi di laurea)         | ? |
|          |                           |                                             | | |                                    | |
| 24ª      | 2010                      | Alberto Bevilacqua                          | L'amore stregone | Mondadori | Narrativa                          | ? |
| 24ª      | 2010                      | Alberto Asor Rosa                           | Il grande silenzio. Intervista agli intellettuali                                                                     | Laterza | Saggistica                         | ? |
| 24ª      | 2010                      | Ottavio Fatica                              | Il crollo di Francis Scott Fitzgerald                                                                                 | Adelphi | Traduzione                         | ? |
| 24ª      | 2010                      | Uto Ughi                                    | — | — | Complice d'Autore                  | ? |
| 24ª      | 2010                      | Antonio Ghirelli                            | — | — | Premio alla carriera               | ? |
| 24ª      | 2010                      | Maddalena Monaco                            | Il folklore e la memoria: l'isola di Procida                                                                          | — | All'isola (Tesi di laurea)         | ? |
| 24ª      | 2010                      | Laura Scotto                                | Per una microstoria dell’istruzione a Napoli: il conservatorio delle orfane a Napoli'                                 | — | All'isola (Tesi di laurea)         | ? |
| 24ª      | 2010                      | Sirio La Mesa                               | Descrizione del territorio di Procida e prime ipotesi progettuali                                                     | — | All'isola (Tesi di laurea)         | ? |
|          |                           |                                             | | |                                    | |
| 25ª      | 2011                      | Maria Pia Ammirati                          | Se tu fossi qui | Cairo | Narrativa                          | ? |
| 25ª      | 2011                      | Adalberto Baldoni e Gianni Borgna           | Una lunga incomprensione. Pasolini fra destra e sinistra                                                              | Vallecchi | Saggistica                         | ? |
| 25ª      | 2011                      | Laura Frausin Guarino                       | Il vino della solitudine di Irène Némirovsky                                                                          | Adelphi | Traduzione                         | ? |
| 25ª      | 2011                      | Aldo Cazzullo                               | Viva l'Italia! Risorgimento e Resistenza: perché dobbiamo essere orgogliosi della nostra nazione                      | Mondadori | Un saggio per il Risorgimento      | ? |
| 25ª      | 2011                      | Giuseppe Tornatore                          | — | — | Complice d'Autore                  | ? |
| 25ª      | 2011                      | Marianna Galatola                           | Il folklore e la memoria: l'isola di Procida                                                                          | — | All'isola (Tesi di laurea)         | ? |
|          |                           |                                             | | |                                    | |
| 26ª      | 2012                      | Marcello Fois                               | Nel tempo di mezzo | Einaudi | Narrativa                          | ? |
| 26ª      | 2012                      | Sergio Zavoli                               | Il ragazzo che io fui                                                                                                 | Mondadori | Saggistica                         | ? |
| 26ª      | 2012                      | Lorenza di Lella e Giuseppe Girimonti Greco | Il barone sanguinario di Vladimir Pozner                                                                              | Adelphi | Traduzione                         | ? |
| 26ª      | 2012                      | Carlo Verdone                               | — | — | Complice d'Autore                  | ? |
| 26ª      | 2012                      | Antonio Motta                               | Un altro mondo omaggio a Elsa Morante                                                                                 | Giannone | Segnalazioni speciali              | ? |
| 26ª      | 2012                      | Ulderico Munzi                              | Mussolini e il mostro di Tolmezzo                                                                                     | Marsilio | Segnalazioni speciali              | ? |
| 26ª      | 2012                      | Genoveffa Palumbo                           | Le porte della storia                                                                                                 | Viella | Segnalazioni speciali              | ? |
| 26ª      | 2012                      | Clio Pedone                                 | L'uomo che guardò oltre il muro                                                                                       | Rubbettino | Segnalazioni speciali              | ? |
| 26ª      | 2012                      | Domenico Ambrosino                          | L'isola sequestrata                                                                                                   | Massa | Segnalazioni speciali              | ? |
|          |                           |                                             | | |                                    | |
| 27ª      | 2013                      | Cristina Comencini                          | Lucy | Feltrinelli | Narrativa e Poesia                 | Giovanni Russo, Elio Pecora, Mirella Serri, Alberto Sinigaglia, Antonio Lubrano, Ermanno Corsi, Paolo Peluffo, Gennaro Malgieri, Giacomo Retaggio, Lida Viganoni ed Enrico Scotto di Carlo  |
| 27ª      | 2013                      | Aldo Masullo                                | Piccolo teatro filosofico. Dialoghi su anima, verità, giustizia, tempo                                                | Mursia | Saggistica                         | Giovanni Russo, Elio Pecora, Mirella Serri, Alberto Sinigaglia, Antonio Lubrano, Ermanno Corsi, Paolo Peluffo, Gennaro Malgieri, Giacomo Retaggio, Lida Viganoni ed Enrico Scotto di Carlo  |
| 27ª      | 2013                      | Francesco Bergamasco                        | Limonov di Emmanuel Carrère                                                                                           | Adelphi | Traduzione                         | Giovanni Russo, Elio Pecora, Mirella Serri, Alberto Sinigaglia, Antonio Lubrano, Ermanno Corsi, Paolo Peluffo, Gennaro Malgieri, Giacomo Retaggio, Lida Viganoni ed Enrico Scotto di Carlo  |
| 27ª      | 2013                      | Paolo Mieli                                 | — | — | Giornalismo                        | Giovanni Russo, Elio Pecora, Mirella Serri, Alberto Sinigaglia, Antonio Lubrano, Ermanno Corsi, Paolo Peluffo, Gennaro Malgieri, Giacomo Retaggio, Lida Viganoni ed Enrico Scotto di Carlo  |
| 27ª      | 2013                      | Nicola Piovani                              | — | — | Complice d'Autore                  | Giovanni Russo, Elio Pecora, Mirella Serri, Alberto Sinigaglia, Antonio Lubrano, Ermanno Corsi, Paolo Peluffo, Gennaro Malgieri, Giacomo Retaggio, Lida Viganoni ed Enrico Scotto di Carlo  |
| 27ª      | 2013                      | Giulietta Rovera                            | Per hobby e per passione                                                                                              | Manni | Segnalazioni speciali              | Giovanni Russo, Elio Pecora, Mirella Serri, Alberto Sinigaglia, Antonio Lubrano, Ermanno Corsi, Paolo Peluffo, Gennaro Malgieri, Giacomo Retaggio, Lida Viganoni ed Enrico Scotto di Carlo  |
| 27ª      | 2013                      | Guglielmo Taliercio                         | Procida il giorno dei misteri                                                                                         | Fioranna | Segnalazioni speciali              | Giovanni Russo, Elio Pecora, Mirella Serri, Alberto Sinigaglia, Antonio Lubrano, Ermanno Corsi, Paolo Peluffo, Gennaro Malgieri, Giacomo Retaggio, Lida Viganoni ed Enrico Scotto di Carlo  |
| 27ª      | 2013                      | Raffaele Porta                              | Pornocrazia imperiale. Sesso e potere a Roma ai tempi di Gesù il Nazareno                                             | Albatros | Segnalazioni speciali              | Giovanni Russo, Elio Pecora, Mirella Serri, Alberto Sinigaglia, Antonio Lubrano, Ermanno Corsi, Paolo Peluffo, Gennaro Malgieri, Giacomo Retaggio, Lida Viganoni ed Enrico Scotto di Carlo  |
| 27ª      | 2013                      | Simone Baldelli                             | W Montecitorio | Rubbettino | Segnalazioni speciali              | Giovanni Russo, Elio Pecora, Mirella Serri, Alberto Sinigaglia, Antonio Lubrano, Ermanno Corsi, Paolo Peluffo, Gennaro Malgieri, Giacomo Retaggio, Lida Viganoni ed Enrico Scotto di Carlo  |
| 27ª      | 2013                      | Serena Cataldo                              | — | — | All'Isola (Tesi di laurea)         | Giovanni Russo, Elio Pecora, Mirella Serri, Alberto Sinigaglia, Antonio Lubrano, Ermanno Corsi, Paolo Peluffo, Gennaro Malgieri, Giacomo Retaggio, Lida Viganoni ed Enrico Scotto di Carlo  |
| 27ª      | 2013                      | Davide Zeccolella                           | — | — | All'Isola (Tesi di laurea)         | Giovanni Russo, Elio Pecora, Mirella Serri, Alberto Sinigaglia, Antonio Lubrano, Ermanno Corsi, Paolo Peluffo, Gennaro Malgieri, Giacomo Retaggio, Lida Viganoni ed Enrico Scotto di Carlo  |
|          |                           |                                             | | |                                    | |
| 28ª      | 2014                      | Alberto Arbasino                            | Ritratti italiani | Adelphi | Narrativa                          | ? |
| 28ª      | 2014                      | Roberto Napoletano                          | Viaggio in Italia. I luoghi, le emozioni, il coraggio di un Paese che soffre ma non si arrende                        | Rizzoli | Saggistica                         | ? |
| 28ª      | 2014                      | Susanna Basso                               | Lasciarsi andare di Alice Munro                                                                                       | Einaudi | Traduzione                         | ? |
| 28ª      | 2014                      | Beppe Severgnini                            | — | — | Giornalismo                        | ? |
| 28ª      | 2014                      | Mario Martone                               | — | — | Complice d'Autore                  | ? |
| 28ª      | 2014                      | Giuseppina de Rienzo                        | Il mare non ha mai viaggiato                                                                                          | Manni | Com'è profondo il mare             | ? |
| 28ª      | 2014                      | Elisabetta Montaldo                         | Posidonia | Il melangolo                                                                                                   | Com'è profondo il mare             | ? |
| 28ª      | 2014                      | Angelica Cozzella                           | Un ecomuseo per l’isola di Procida                                                                                    | — | All'isola (Tesi di laurea)         | ? |
|          |                           |                                             | | |                                    | |
| 29ª      | 2016                      | Claudio Morandini                           | Neve, cane, piede | Exòrma | Narrativa                          | Gabriele Pedullà, Silvia Acocella, Salvatore Di Liello, Filippo La Porta, Gilda Policastro, Loredana Lipperini, Giovanna Rosa e Stefano Salis                                               |
| 29ª      | 2016                      | Paolo Rumiz                                 | Il ciclope | Feltrinelli | Com'è profondo il mare             | Gabriele Pedullà, Silvia Acocella, Salvatore Di Liello, Filippo La Porta, Gilda Policastro, Loredana Lipperini, Giovanna Rosa e Stefano Salis                                               |
|          |                           |                                             | | |                                    | |
| 30ª      | 2017                      | Roberto Livi                                | La terra si muove | Marcos y Marcos                                                                                                | Narrativa                          | Gabriele Pedullà, Silvia Acocella, Salvatore Di Liello, Filippo La Porta, Gilda Policastro, Loredana Lipperini, Giovanna Rosa e Stefano Salis                                               |
| 30ª      | 2017                      | Pietro Grossi                               | Il passaggio | Feltrinelli | Com'è profondo il mare             | Gabriele Pedullà, Silvia Acocella, Salvatore Di Liello, Filippo La Porta, Gilda Policastro, Loredana Lipperini, Giovanna Rosa e Stefano Salis                                               |
| 30ª      | 2017                      | Luca Lo Basso                               | Gente di bordo | Carocci | Premio speciale per la Saggistica  | Gabriele Pedullà, Silvia Acocella, Salvatore Di Liello, Filippo La Porta, Gilda Policastro, Loredana Lipperini, Giovanna Rosa e Stefano Salis                                               |
|          |                           |                                             | | |                                    | |
| 31ª      | 2018                      | Roberto Camurri                             | A misura d'uomo | NN | Narrativa                          | Gabriele Pedullà, Silvia Acocella, Salvatore Di Liello, Filippo La Porta, Gilda Policastro, Loredana Lipperini, Giovanna Rosa e Stefano Salis                                               |
| 31ª      | 2018                      | Roberto Casati                              | La lezione del freddo                                                                                                 | Einaudi | Narrativa                          | Gabriele Pedullà, Silvia Acocella, Salvatore Di Liello, Filippo La Porta, Gilda Policastro, Loredana Lipperini, Giovanna Rosa e Stefano Salis                                               |
| 31ª      | 2018                      | Christophe Chabouté                         | Moby Dick | Mondadori | Narrativa del mare                 | Gabriele Pedullà, Silvia Acocella, Salvatore Di Liello, Filippo La Porta, Gilda Policastro, Loredana Lipperini, Giovanna Rosa e Stefano Salis                                               |
| 31ª      | 2018                      | Agnese Grieco                               | Atlante delle Sirene                                                                                                  | Il Saggiatore                                                                                                  | Saggistica del mare                | Gabriele Pedullà, Silvia Acocella, Salvatore Di Liello, Filippo La Porta, Gilda Policastro, Loredana Lipperini, Giovanna Rosa e Stefano Salis                                               |
| 31ª      | 2018                      | Folco Quilici                               | — | — | Premio speciale Predrag Matvejević | Gabriele Pedullà, Silvia Acocella, Salvatore Di Liello, Filippo La Porta, Gilda Policastro, Loredana Lipperini, Giovanna Rosa e Stefano Salis                                               |
|          |                           |                                             | | |                                    | |
| 32ª      | 2019                      | Giuseppe Munforte                           | Il fruscio dell’erba selvaggia                                                                                        | Neri Pozza | Narrativa                          | Gabriele Pedullà, Silvia Acocella, Salvatore Di Liello, Filippo La Porta, Gilda Policastro, Loredana Lipperini, Giovanna Rosa e Stefano Salis                                               |
| 32ª      | 2019                      | Siri Ranva Hjelm Jacobsen                   | Isola | Iperborea | MARetica                           | Gabriele Pedullà, Silvia Acocella, Salvatore Di Liello, Filippo La Porta, Gilda Policastro, Loredana Lipperini, Giovanna Rosa e Stefano Salis                                               |
|          |                           |                                             | | |                                    | |
| 33ª      | 2020 (assegnato nel 2021) | Piera Ventre                                | Sette opere di misericordia                                                                                           | Neri Pozza | Narrativa                          | Gabriele Pedullà, Silvia Acocella, Salvatore Di Liello, Filippo La Porta, Gilda Policastro, Loredana Lipperini, Giovanna Rosa e Stefano Salis                                               |
|          |                           |                                             | | |                                    | |
| 34ª      | 2021                      | Francesco Mila                              | Piperita | Fandango | Narrativa                          | Gabriele Pedullà, Silvia Acocella, Salvatore Di Liello, Filippo La Porta, Gilda Policastro, Loredana Lipperini, Giovanna Rosa e Stefano Salis                                               |
|          |                           |                                             | | |                                    | |
| 35ª      | 2022                      | Alessio Arena                               | Ninna nanna delle mosche                                                                                              | Fandango | Narrativa                          | Viola Ardone, Paolo Di Paolo, Alessandro Mari, Antonella Ossorio e Piera Ventre |
|          |                           |                                             | | |                                    | |
| 36ª      | 2023                      | Maurizio De Giovanni                        | Autore dell'anno | Autore dell'anno                                                                                               | Autore dell'anno                   | Silvia Zoppi Garampi, Antonio Corsano, Alberto Fraccacreta, Massimo Onofri e Ilaria Tufano Nati per Leggere - Presidio di Procida                                                           |
| 36ª      | 2023                      | Antonio Lera                                | Poesia | Poesia | Poesia                             | Silvia Zoppi Garampi, Antonio Corsano, Alberto Fraccacreta, Massimo Onofri e Ilaria Tufano Nati per Leggere - Presidio di Procida                                                           |
| 36ª      | 2023                      | Sara Stefanini                              | Piccolo manuale di navigazione                                                                                        | Camelozampa | Kids                               | Silvia Zoppi Garampi, Antonio Corsano, Alberto Fraccacreta, Massimo Onofri e Ilaria Tufano Nati per Leggere - Presidio di Procida                                                           |
| 36ª      | 2023                      | Laura Cappon e Gianluca Costantini          | Patrick Zaki. Una storia egiziana                                                                                     | Feltrinelli Comics                                                                                             | Nona Arte                          | Silvia Zoppi Garampi, Antonio Corsano, Alberto Fraccacreta, Massimo Onofri e Ilaria Tufano Nati per Leggere - Presidio di Procida                                                           |
| 36ª      | 2023                      | Emma Giammattei                             | Discorsi di Oxford - Antistoricismo e "Difesa della poesia" con un saggio di Gennaro Sasso; a cura di Emma Giammattei | Treccani | La Storia                          | Silvia Zoppi Garampi, Antonio Corsano, Alberto Fraccacreta, Massimo Onofri e Ilaria Tufano Nati per Leggere - Presidio di Procida                                                           |
| 36ª      | 2023                      | Leonardo Di Costanzo                        | Procida | Parallelo 41, Regione Campania, Procida Capitale Italiana della Cultura 2022, Film Commission Regione Campania | Settima Arte                       | Silvia Zoppi Garampi, Antonio Corsano, Alberto Fraccacreta, Massimo Onofri e Ilaria Tufano Nati per Leggere - Presidio di Procida                                                           |
| 36ª      | 2023                      | Nini Maria Giacomelli e Giovanni Block      | Musica - Il suono delle parole                                                                                        | Musica - Il suono delle parole                                                                                 | Musica - Il suono delle parole     | Silvia Zoppi Garampi, Antonio Corsano, Alberto Fraccacreta, Massimo Onofri e Ilaria Tufano Nati per Leggere - Presidio di Procida                                                           |
| 36ª      | 2023                      | Angela Bubba                                | Elsa | Ponte alle Grazie                                                                                              | Omaggio a Elsa Morante             | Silvia Zoppi Garampi, Antonio Corsano, Alberto Fraccacreta, Massimo Onofri e Ilaria Tufano Nati per Leggere - Presidio di Procida                                                           |
| 36ª      | 2023                      | Andrea Canobbio                             | La traversata notturna                                                                                                | La nave di Teseo                                                                                               | Narrativa                          | Silvia Zoppi Garampi, Antonio Corsano, Alberto Fraccacreta, Massimo Onofri e Ilaria Tufano Nati per Leggere - Presidio di Procida                                                           |
| 36ª      | 2023                      | Alessio Torino                              | Cuori in piena | Mondadori | Narrativa                          | Silvia Zoppi Garampi, Antonio Corsano, Alberto Fraccacreta, Massimo Onofri e Ilaria Tufano Nati per Leggere - Presidio di Procida                                                           |
|          |                           |                                             | | |                                    | |
| 37ª      | 2024                      | Francesco Terrone                           | L'urlo dell'innocenza                                                                                                 | Iris | Poesia                             | Silvia Zoppi Garampi, Antonio Corsaro, Alberto Fraccacreta, Massimo Onofri, Ilaria Tufano, Giuria dei Lettori                                                                               |
| 37ª      | 2024                      | Giovanni Colaneri                           | Blob | Hopi | Kids                               | Silvia Zoppi Garampi, Antonio Corsaro, Alberto Fraccacreta, Massimo Onofri, Ilaria Tufano, Giuria dei Lettori                                                                               |
| 37ª      | 2024                      | Zerocalcare                                 | Quando muori resta a me                                                                                               | Bao Publishing                                                                                                 | Nona Arte                          | Silvia Zoppi Garampi, Antonio Corsaro, Alberto Fraccacreta, Massimo Onofri, Ilaria Tufano, Giuria dei Lettori                                                                               |
| 37ª      | 2024                      | Silvia Grossi                               | L'isola di Elsa | Libri dell'Arco                                                                                                | Omaggio a Elsa Morante             | Silvia Zoppi Garampi, Antonio Corsaro, Alberto Fraccacreta, Massimo Onofri, Ilaria Tufano, Giuria dei Lettori                                                                               |
| 37ª      | 2024                      | Antonio Franchini                           | Il fuoco che ti porti dentro                                                                                          | Marsilio | Narrativa                          | Silvia Zoppi Garampi, Antonio Corsaro, Alberto Fraccacreta, Massimo Onofri, Ilaria Tufano, Giuria dei Lettori                                                                               |